# Chlorobium
Chlorobium (també conegut com a Chlorochromatium) és un gènere de bacteri verd del sofre. Són oxidants fotolitòtrofs del sofre i encara més notable és que utilitzen una cadena de transport d'electrons que no és cíclica per reduir el NAD+. Es fa servir el sulfit d'hidrogen com a font d'electrons i el diòxid de carboni com a font de carboni.
Les espècies de Chlorobium mostren un color verd fosc. Aquest gènere viu en condicions estrictament anaeròbies sota la superfície de l'aigua. Comunament la zona on viuen els organismes anaerobis és un llac eutròfic.
Chlorobium aggregatum és una espècie amb relacions simbiòtiques amb bacteris incolors i no fotosintètics.
Es creu que les espècies del gènere Chlorobium van tenir un paper important en l'extinció massiva d'espècies de la Terra. Si els oceans es tornen anòxics els Chlorobium poden competir amb els organismes fotosintètics i produir molt metà i sulfit d'hidrogen que provocaria un escalfament global i pluja àcida amb greus conseqüències per moltes formes de vida. Hi ha evidència d'acumulació de Chlorobium en l'extinció del Cretaci-Paleogen.
El genoma complet de C. tepidum consta de 2.15 megabases (Mb), i va ser seqüenciat i publicat el 2002. sintetitza clorofil·la a ind bacterioclorofil·la (BChls) a i c, ha estat usat com organisme model. Diverses de les seves vies metabòliques de carotenoids tenen similitud amb la dels cianobacteris.